# Турецька мова
Туре́цька мо́ва (тур. Türkçe, Türk dili) — одна з тюркських мов, офіційна мова Туреччини. Поширена в Туреччині, а також в Румунії, Ірані, Іраку, Сирії, Греції, Болгарії, на Кіпрі, у колишній Югославії. Турецькою розмовляють від 80 до 100 мільйонів людей.
У діалектологічному відношенні в Туреччині виділяється зона на сході і особливо на північному сході Анатолії. На цій території мова має схожі риси з азербайджанською мовою. Діалекти решти Анатолії і східної Фракії, а також турецькі діалекти в інших країнах розрізняються незначною мірою.

## Поширення

Країни, де турецька мова є офіційною

Турецька мова в Туреччині є рідною для 60 млн осіб, або для майже 80 % населення країни.
Близько 740 тис. чоловік говорять турецькою в Болгарії (2001), 37 тис. в Узбекистані, Казахстані, Киргизстані, Таджикистані та Азербайджані (дані 1979 р.).
Рідною турецьку мову вважають 177 тис. осіб на Кіпрі (1995) і бл. 128 тис. в Греції (дані 1976 р.).
Близько 64 тис. носіїв проживало до 1984 р. в Бельгії, 170 тис. в Австрії (2000 р.). У Німеччині проживає 2 млн 800 тис. турків (2009), половина з яких там не народилася і вважає рідною мовою саме турецьку. Крім того, в 1982 р. в Румунії по-турецьки розмовляли 14 тис. чол., а в колишній Югославії 250 тис.
У 1990 в Іраку проживали близько 3000 носіїв турецької мови, а в Ірані бл. 2500.
У США в 1970 р. проживали 24 тис. носіїв турецької, а в Канаді в 1974 р. понад 8 тис. назвали турецьку мову рідною.
У Франції в 1984 р. турецьку мову вважали рідною бл. 135 тис. чол., а в Нідерландах — 150 тис.чол.
У 1988 р. в Швеції було зареєстровано бл. 5000 носіїв турецької мови.
На 2009 рік у світі налічується за різними оцінками від 61-63 млн. до 73 млн. носіїв турецької, що становить близько 40 % від загального числа всіх тюркомовних і робить турецьку першою за кількістю носіїв серед усіх тюркських мов.

## Діалекти
Існує багато діалектів турецької мови, основу турецької літературної мови сьогодні становить стамбульський діалект. Окрім того, в турецькій мові розрізняють дунайський, ескішехирський (у вілайєті Ескішехир), разградський, дінлерський, румелійський, Караманський (у вілайєті Караман), Адріанопольський (м. Едірне), газіантепський, діалект району м. Урфи, караденізський (чорноморський) і деякі інші.
Приклад діалектних відмінностей
| Літературна турецька (Стамбул)                     | Румелія             | Чорноморський регіон | Південно-Східна Анатолія | Егейський регіон   |
| -------------------------------------------------- | ------------------- | -------------------- | ------------------------ | ------------------ |
| Gidiyorum. (Я йду.)                                | gideym              | kitéyrım-cideyrum    | gidirem                  | gidiyom            |
| Kayacağım. (Я вислизну.)                           | gayacaim            | kayadzağum da        | kayacam                  | gayıvecem          |
| Gördüğüm güzel kız. (Красива дівчина, яку я бачу.) | gürdügüm güzel kız  | сörduum cüzel gız    | gördügüm gözel gız       | gördüğüm güzel gız |
| Ne yapacakmış? (Що він робитиме?)                  | n'apacag imiş       | n'âbadzağ imiş       | ne yapcaxmış             | napca: mış         |
| Yağmura mı bakıyorsun? (Ти спостерігаєш за дощем?) | yagmura mi bakaysın | yâmora mi pakaysun   | yagmıra mı bagıyorsuñ    | yağmıra mı bakıyon |
| Koşacağım. (Я побіжу.)                             | koşaca'm            | koşadzağum           | goşacağam                | goşcem             |

## Історія

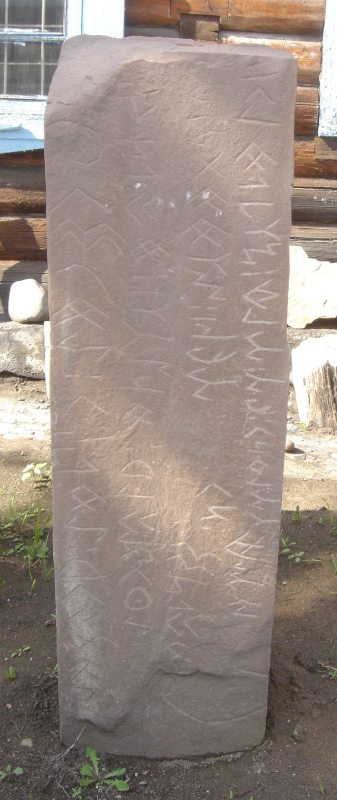
Напис давньотюркською мовою, давньотюркським рунічним письмом (8 століття). Кизил, Росія

Сучасна турецька мова походить з староанатолійско-тюркської — мови огузо-сельджуцьких східних тюркських племен, що колись населяли Середню Азію, а в 8-10 століттях були витіснені звідти конкуруючими уйгурськими (також тюркськими) племенами на захід і заселили до 11-12 століть Анатолійський півострів.
Літературна турецька мова почала формуватися на рубежі 15-16 століть на основі староанатолійско-тюркської мови, яка своєю чергою походить з середньоазійської-тюркської мови, принесеної в Малу Азію сельджуками, до якої додалися численні елементи народно-розмовної мови змішаного тюркського населення Анатолії.
Протягом останніх декількох століть турецька мова зазнала суттєвого впливу перської та арабської мов, у зв'язку з чим кількість запозичених з цих мов слів сягала часом 80 % турецької лексики. До XX століття існувала літературна мова Османської імперії, яка помітно відрізнялася від розмовної турецької мови — османська мова (Osmanlı). Пантюркісти (зокрема, І. Гаспринський) наприкінці 19 — початку 20 ст. видавали журнали і газети мовою, яка поступово відмовлялася від запозичень, хоча й відрізнялася від сучасної турецької мови. Нову мову пропагували младотурки. Сучасна писемність була запроваджена 1928 року.

## Фонетика
Голосні
- за місцем утворення — піднебінні (голосні переднього ряду): e, i, ö, ü, і непіднебінні (голосні заднього ряду): a, ı, o, u.
- за участю губів і вимові — губні: ö, ü, o, u і негубні: e, i, a, ı.
- за ступенем відкриття рота — широкі: a, e, o, ö і вузькі: ı, u, i, ü.

Приголосні
- дзвінкі: b, c, d, g і глухі: p, ç, t, k.

|              | Білабіальні | Білабіальні | Губно-зубні | Губно-зубні | Зубні | Зубні | Альвеолярні | Альвеолярні | Постальвеолярні | Постальвеолярні | Піднебінні | Піднебінні | Задньопіднебінні | Задньопіднебінні | Гортанний | Гортанний |
| ------------ | ----------- | ----------- | ----------- | ----------- | ----- | ----- | ----------- | ----------- | --------------- | --------------- | ---------- | ---------- | ---------------- | ---------------- | --------- | --------- |
| Назальні     | m           | m           |             |             | n     | n     |             |             |                 |                 |            |            |                  |                  |           |           |
| Проривні     | p           | b           |             |             | t     | d     |             |             |                 |                 | (c)        | (ɟ)        | k                | ɡ                |           |           |
| Фрикативні   |             |             | f           | v           | s     | z     |             |             | ʃ               | ʒ               |            |            |                  | ɣ                | h         |           |
| Африкати     |             |             |             |             |       |       |             |             | tʃ              | dʒ              |            |            |                  |                  |           |           |
| Дрижачі      |             |             |             |             |       |       | ɾ           | ɾ           |                 |                 |            |            |                  |                  |           |           |
| Апроксиманти |             |             |             |             | (ɫ)   | (ɫ)   |             |             | l               | l               | j          | j          |                  |                  |           |           |

Вимова
- початковий та міжголосний [j], що відповідає dž-/č-/d'- та -d-/-z-/-r- інших тюркських мов
- розрізнення на початку слова глухих та дзвінких [p]-[b], [t]-[d], [k]-[g]
- [v] у деяких словах на місці [b] інших тюркських мов
- дієслово ol- «бути, ставати» замість спільнотюркського bol-

Наголос
Наголос музично-силовий. У словах тюркського походження і в старих запозиченнях, падає, як правило, на останній склад; у багатоскладових словах наголос двополюсний. Часто відбувається ситуативний зсув сильного наголосу. У ряді випадків наголос має смислорозрізнювальну функцію.
У турецькій мові відсутні етимологічні довгі голосні. Вторинна довгота з'являється в результаті випадання приголосного / ğ / при голосних заднього ряду.

## Турецьке письмо

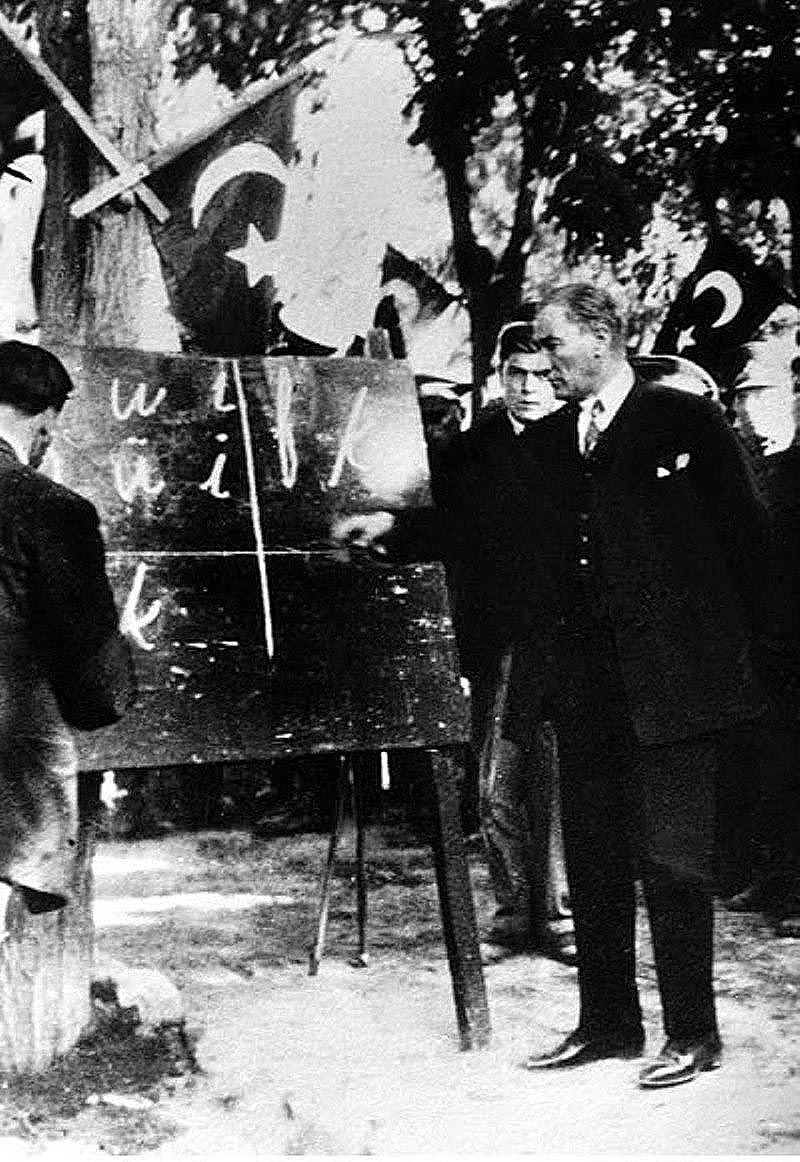
Ататюрк представляє нову турецьку абетку населенню Синопа. 20 вересня 1928. (Обкладинка французького журналу L'Illustration)

Стародавні східні тюрки вже були племенами з розвиненою культурою: вони користувалися для письма тюркським рунічним письмом. До X століття огузи піддалися ісламізації та перейняли арабське письмо з додаванням окремих знаків, запозичених у персів.
Пам'ятки старо-турецької мови, виконані арабською в'яззю спочатку з помітним впливом східно-тюркської, караханидсько-уйгурської літературної мови, фіксуються з 13 сторіччя.
На початку 1926 р. Мустафа Кемаль Ататюрк взяв участь у конгресі тюркології в Баку, на якому, зокрема, прозвучала вимога латинізації тюркських мов за допомогою створення так званої нової тюркської абетки.
Сучасна писемність сформована 1928 року на основі латинської абетки за участю Ататюрка. Основою нового написання слів (як і для загальної реформи мови) слугував стамбульський діалект.
У таблиці праворуч українськими літерами записане приблизне звучання:
| A a — А а                     | B b — Б б                     | C c — Дж дж (диграф, вимовляється разом, як один звук) | Ç ç — м'якіша Ч ч    | D d — Д д         | E e — середній звук між українськими е і є |
| F f — Ф ф                     | G g — Ґ ґ                     | Ğ ğ — слабке Г г або подовження попередньої голосної   | H h — Х х з придихом | I ı — И и         | İ i — І і                                  |
| J j — Ж ж                     | K k — К к                     | L l — Л л                                              | M m — М м            | N n — Н н         | O o — О о                                  |
| Ö ö — Ьо ьо (як в слові льон) | P p — П п                     | R r — Р р                                              | S s — С с            | Ş ş — м'якіша Ш ш | T t — Т т                                  |
| U u — У у                     | Ü ü — Ьу ьу (як в слові сюди) | V v — В в                                              | Y y — Й й            | Z z — З з         |                                            |

## Словотвір
Турецька мова належить до аглютинативних мов. У ній велику роль грають суфікси, які «приклеюються» в кінці слова, утворюючи нові слова. Кожен суфікс, як правило, має лише одне значення.
У таблиці наведено декілька прикладів афіксального словотвору, характерного для аглютинативних мов:
| Турецька мова   | Українська мова                                         |
| --------------- | ------------------------------------------------------- |
| ev              | будинок                                                 |
| evler           | будинки                                                 |
| evin            | твій будинок                                            |
| eviniz          | ваш будинок                                             |
| evim            | мій будинок                                             |
| evimde          | у моєму будинку                                         |
| evlerinizden    | з ваших будинків                                        |
| evlerinizdendi  | (він/вона/воно) був/була/було з ваших будинків          |
| evlerinizdenmiş | (він/вона/воно) ймовірно був/була/було з ваших будинків |
| Evinizdeyim.    | Я (є) у вашому будинку.                                 |
| Evinizdeymişim. | Я, ймовірно, був у вашому будинку.                      |
| Evinizde miyim? | Чи я у вашому будинку?                                  |

| Турецька мова | Компоненти              | Українська мова  | Клас                 |
| ------------- | ----------------------- | ---------------- | -------------------- |
| göz           | göz                     | око              | іменник              |
| gözlük        | göz + -lük              | окуляри          | іменник              |
| gözlükçü      | göz + -lük + -çü        | оптик            | іменник              |
| gözlükçülük   | göz + -lük + -çü + -lük | торгівля оптикою | іменник              |
| gözlem(e)     | göz + -lem(e)           | спостереження    | іменник              |
| gözlemci      | göz + -lem + -ci        | спостерігач      | іменник              |
| gözle-        | göz + -le               | спостерігай      | дієлово (наказ)      |
| gözlemek      | göz + -le + -mek        | спостерігати     | дієслово (інфінітив) |

### Гармонія голосних
При додаванні афіксів і закінчень велику роль відіграє закон гармонії голосних (сингармонізм, тур. Ünlü uyumu): закон уподібнення голосних одна одній за ознакою піднебінний / непіднебінний і губний / негубний, тобто якість голосного звуку останнього складу основи (кореня) визначає якість голосних усіх наступних складів. Таким чином, якщо останній голосний кореня — голосний переднього ряду, то й усі наступні афікси й закінчення повинні мати голосні переднього ряду й навпаки, голосний заднього ряду останнього складу кореня призводить до появи голосних заднього ряду в усіх складах, що нарощуються. При цьому розрізняють велику гармонію голосних, за якої афікс може мати 4 варіанти голосних у своєму складі (ı, i, u або ü), і малу гармонію голосних, де можливі тільки варіанти з a або e всередині афікса.

## Граматика
Загалом турецьку морфологію характеризує високий ступінь стійкості та майже повна відсутність винятків.
У турецькій мові немає іменних класів, відсутня категорія роду.
Крім того, в турецькій мові існує неозначений артикль bir (досл. один).
Для синтаксису характерний закон передування означення означеному (звичайний порядок слів: Підмет-Прямий Додаток-Присудок (SOV)).

### Іменник
- Поняття роду іменника у турецькій мові відсутнє.
- Множина утворюється додаванням закінчень -lar (-ler). Приклад kitap — kitaplar (книга — книги).
- Відмінки утворюються за допомогою закінчень:

називний — без закінчення. Приклад kitap — книга.
родовий — закінчення -ın (-in), коли в іменнику остання приголосна і закінчення -nın (-nin), тобто вставляється звук -n-, коли остання голосна. Приклад — kitabın — книги.
давальний — закінчення -a (-e) після приголосної і -ya (-ye) після голосної. Приклад: kitaba — книзі.
місцевий — закінчення -da (-de), -ta (-te) — після глухих приголосних. Приклад: kitapta — в книзі.

### Займенник
| назив. | назив.          | родов.  | родов. | місцев. | місцев. | давал.         | давал. | віддал.  | віддал.   | орудн.  | орудн.  |
| ------ | --------------- | ------- | ------ | ------- | ------- | -------------- | ------ | -------- | --------- | ------- | ------- |
| ben    | я               | benim   | мій    | bende   | у мене  | bana (виняток) | мені   | benden   | від мене  | benimle | зі мною |
| sen    | ти              | senin   | твій   | sende   | у тебе  | sana (виняток) | тобі   | senden   | від тебе  | seninle | з тобою |
| o      | він, вона, воно | onun    | його   | onda    | у нього | ona            | йому   | ondan    | від нього | onunla  | з ним   |
| biz    | ми              | bizim   | наш    | bizde   | у нас   | bize           | нам    | bizden   | від нас   | bizimle | з нами  |
| siz    | ви              | sizin   | вас    | sizde   | у вас   | size           | вам    | sizden   | від вас   | sizinle | з вами  |
| onlar  | вони            | onların | їх     | onlarda | у них   | onlara         | їм     | onlardan | від них   | onlarla | з ними  |

### Дієслово
У турецькій мові основа дієслова збігається з формою наказового способу однини. У сучасних словниках дієслово наводиться у формі основа + афікс віддієслівного імені -mak/-mek (основа_дієслова+рга або основа_дієслова+мак робити): напиши (напис), говори (говор), ходи (ход) і т. д.
Приклади:
- yaz — писання, пиши, yazmak — писати, писання робити;
- ver — давання, давай, vermek — давати, дар робити.

У турецькій існує 5 способів дієслова: бажаний, дійсний, наказовий, умовний, необхідний.
У дійсному способі є 5 простих форм часу:
- Теперішній час ( Şimdiki zaman),
- Теперішньо-майбутній (невизначений) час ( Geniş zaman),
- Майбутній (категоричний) час ( Gelecek zaman),
- Минулий неочевидний час (суб'єктивний) ( Belirsiz geçmiş zaman),
- Минулий категоричний (доконаний) час ( Belirli geçmiş zaman).

Крім того в цьому способі є ще 7 складних форм часу:
- Минулий недоконаний час (означений імперфект) ( Şimdiki zamanın hikâyesi),
- Перший передминулий час ( Belirsiz geçmiş zamanın hikâyesi),
- Другий передминулий час ( Belirli geçmiş zamanın hikâyesi),
- Минулий невизначений час (невизначений імперфект) ( Geniş zamanın hikâyesi),
- Майбутньо-минулий час ( Gelecek zamanın hikâyesi),
- Теперішній тривалий час ( Sürekli şimdiki zaman),
- Минулий тривалий час ( Sürekli şimdiki zamanın hikâyesi).

В інших способах дієслова є по одному минулому і майбутньому часові. Також існує 6 форм умовної модальності.
Виділяють 5 станів дієслова: основний (прямий), зворотний, взаємний, пасивний, примусовий.

## Лексика
З прийняттям огузо-сельджуцькими племенами (тобто предками сучасних турків) ісламу в 9-10 століттях і аж до 1928 року для запису турецької мови використовувався арабський алфавіт (т. зв. османське письмо, осм. الفبا elifbâ). Ці передумови сприяли численним лексичним і граматичним запозиченнями з арабської. Після захоплення сельджуками Персії офіційною і літературною мовою деякий час прийнято було вважати перську, яка своєю чергою також поповнювалася арабізмами. Після виникнення Османської імперії офіційною стала Османська мова.
За даними деяких дослідників (напр. GL Lewis, Turkish Grammar) лексично османська мова була другою у світі після сучасної англійської за обсягом словникового фонду.
Протягом усього цього часу (з 10 по 20 століття) розмовною мовою простого народу залишалася однорідніша у своїй тюркської основі мова — «народна» турецька (тур. kaba Türkçe).
Після утворення Турецької республіки в 1923 році було зроблено серйозні спроби реформації мови, разом з переходом на латинську графіку багато арабських і перські запозичення були вилучені з обігу на користь їхніх тюркських за походженням відповідників, що збереглися в народній мові (kaba Türkçe). Для деяких понять було створено неологізми зі старотюркськими основами.
Попри це, сучасна турецька мова зберегла значну кількість запозичень як з арабської та перської, так і з інших, як правило, європейських мов (переважно у французькій вимові). Арабо-перські запозичення в сучасній мові часто виконують роль стилістичних дублетів щоденних тюркських слів. Наприклад, тюркське слово göz (око), арабське ayn і перське çeşm (око), тюркське ak (білий; також чистий) і арабське beyaz (білий).
Виданий у 2005 році Словник сучасної турецької мови містить 104 481 статтю (Güncel Türkçe Sözlük, Турецьке лінгвістичне товариство), з яких близько 14 % присвячено словам іноземного походження.
Помітний слід в турецькій лексиці залишила грецька, мова населення завойованої турками Візантії.

Походження турецької лексики

Приклади запозичених слів з різних мов:
- З арабської: insan (чоловік), merhaba (добрий день!), Devlet (держава), halk (народ), millet (нація), asker (солдат), fikir (ідея), hediye (подарунок), resim  (малюнок), alkol  (алкоголь), saat  (година);
- З перської: hafta  (тиждень), pazar  (базар), rüzgâr  (вітер), pencere  (вікно), şehir  (місто), düşman  (ворог), ateş  (вогонь, полум'я), ayna  (дзеркало), can  (душа), tahta (дошка) , hoş (приємний), köy  (село);
- З грецької: liman  (порт), kutu  (коробка), körfez  (затока), fırın  (піч);
- З французької: lüks (розкіш), kuzen (кузен), pantolon (штани), kuaför (перукар), hoparlör (гучномовець), kamyon (вантажівка);
- З вірменської: tel (провід; волокно), hedik (відварна пшениця / кукурудза), yağ (масло, жир); torun (онук);
- З англійської: tişört (футболка), tim (команда, група).
- З інших мов: şalter (з німецької Schalter — вимикач, рубильник), pulluk (слов'ян. Плуг).

## Запозичення з турецької
Турецька культура і мова мали вплив на інші мови, що проявилося в численних запозиченнях з турецької у багатьох європейських та азійських мовах. В українському мовознавстві такі запозичення називають тюркізмами. Щоправда, тюркізми — це запозичення не лише з турецької, а й з інших тюркських мов.
Нижче наводяться дані про кількість слів турецького походження у інших мовах:
| - Сербська мова: 8965 - Вірменська мова: 4260 - Болгарська мова: 3490 - Грецька мова: 2984 - Перська мова: 2969 - Албанська мова: 2622 | - Румунська мова: 2780 - Російська мова: 2476 - Арабська мова: 1990 - Угорська мова: 1982 - Українська мова: 800 - Англійська мова: 470 | - Китайська мова: 289 - Чеська мова: 248 - Урду:227 - Німецька мова: 166 - Італійська мова: 146 - Фінська мова: 110 |  |

## Вивчення в Україні
Видатним дослідником турецької мови і культури був академік Агатангел Кримський.
Турецьку мову в Україні почали знову викладати й досліджувати з часу набуття незалежності. Тоді за участю учня академіка А. Кримського, видатного сходознавця Омеляна Пріцака було створено Інститут сходознавства, якому надали ім'я А. Кримського, з філією у Сімферополі, а в Київському університеті відкрили Відділення сходознавства для підготовки знавців східних мов. Східні мови, окрім Києва і Львова, викладають тепер у Харкові, Одесі,  м. Дніпро, Краматорську, Острозі, Луганську і в Сімферополі.
Зараз курси турецької мови викладаються у таких вишах:
- Відділення сходознавства Київського університету імені Тараса Шевченка;
- Факультет сходознавства, кафедра мов і цивілізацій Близького і Середнього Сходу, Київський національний лінгвістичний університет;
- Таврійський національний університет імені В. І. Вернадського;
- Луганський національний університет імені Тараса Шевченка;
- Харківський національний педагогічний університет імені Григорія Сковороди;
- Херсонський державний університет;
- Кримський інженерно-педагогічний університет;
- Київський університет імені Бориса Грінченка

## Приклад
«Заповіт» Тараса Шевченка
турецькою мовою:

(переклад Фахрі Ердінча)

SON DİLEK
Ben öldükten sonra, en yüksek yerde,

Yeşil bir tepede isterim mezar,

Ukraynam görünsün hemen ilerde

Selâmlar gestirin ondan rüzgârlar.
Öldükten sonra da görmek emelim:

Boyumca ekinler başakta mıdır?

Köpüklü Dinyeperi dinlemeliyim

Ne destanlar okur, neler anlatır?
Dinyeper dökerken Karadenize

Düşman kanını bir gün Ukraynadan,

Ben kemiklerimle gelirim dize,

Seslenirim sizlere mezarımdan:

«Toprak köleleri, isyana kalkın;

Küflü zincinleri koparın artık,

Yeter emdikleri kanını halkın;

Mukaddes hakkınız sizin azatlık!»
Eğer beni bir gün hatırlarsanız

Sen günlerinde aydın geleceğin,

Aranızda adımı anarsanız:

«Mezarında rahat yatıyor…» deyin.

(Джерело: Т. Г. Шевченко, 

Заповіт мовами народів світу, 

К., «Наукова думка», 1989)

### Загальний огляд
- Кримський А. Ю., «Історія Туреччини та її письменства», 4 тт., 1924-27.

### Граматика
- Кононов А. Н. Грамматика турецкого языка. — М.- Л.: Издательство АН СССР, 1941. — 314 с.
- Сорокін, С. В. Турецька й українська мови в системі координат «ВИД — ЧАС — МОДАЛЬНІСТЬ»: монографія / С. В. Сорокін ; Київський національний лінгвістичний ун-т. — К. : Видавничий центр КНЛУ, 2009. — 341 с. — Бібліогр.: с. 326—341.
- Широков, Костянтин Володимирович. Іменна словозміна у сучасній турецькій мові: [монографія] / К. В. Широков ; НАН України, Укр. мовно-інформ. фонд. — К. : Довіра, 2009. — 318 с. : рис., табл. — Бібліогр.: с. 307—316.

### Підручники, посібники
- Халимоненко, Григорій Іванович. Турецька мова: підручник; Київський ун-т ім. Тараса Шевченка. — К. : РВЦ «Київський ун-т», 1997. — 281 с.
- Халимоненко, Григорій Іванович. Турецька мова. Основи теоретичної граматики: підручник; Київський ун-т ім. Тараса Шевченка. — 2.вид., випр. — К. : Видавничий центр «Київський ун-т», 1999. — 281 с.
- Дерменджі, Омер. Практикум перекладу: українською та турецькою мовами; Київський національний ун-т ім. Тараса Шевченка. Інститут філології. — [Сімф.]: Оджакъ, 2007. — 164 c. — Бібліогр.: с. 160—161.
- Покровська, І. Л. Мова турецьких ділових паперів: навч. посібник; Київський національний ун-т ім. Тараса Шевченка. — К. : Четверта хвиля, 2008. — 124 с. — Бібліогр.: с. 123.
- Покровська, І. Л. Ділова турецька мова: навч. посіб. — К. : Четверта хвиля, 2010. — 119 с. — Бібліогр.: с. 119.
- Навчальний посібник з турецької мови для студентів першого та другого курсів / уклад. І. В. Прушковська ; Київський національний ун-т ім. Тараса Шевченка. Інститут філології. Кафедра тюркології. — К. : Видавництво «Бібліотеки українця», 2005. — 94 с.
- Функціональна стилістика турецької мови: навч.-метод. посіб. / уклад.: асист. каф. тюркології Михайлова Є. В. — Рівне: Сливнюк В. М., 2010. — 54 с.

### Словники, розмовники
- İsmet Zeki Eyüboğlu, Türk Dilinin Etimoloji Sözlüğü (Etymological Dictionary of the Turkish Language), Sosyal Yayınları, İstanbul, 1991 (ISBN 975-7384-72-2)
- Sevgi Özel, Atatürk'ün Türk Dil Kurumu ve Sonrası (Atatürk's Turkish Language Association and its Legacy), Bilgi Yayınevi, Ankara, 1986 (OCLC 18836678)
- Ali Püsküllüoğlu, Arkadaş Türkçe Sözlük (Arkadaş Turkish Dictionary), Arkadaş Yayınevi, Ankara, 2004 (ISBN 975-509-053-3)
- Українсько-турецький розмовник/ упоряд. О. В. Ануфрієва. — К. : Альтерпрес, 1999. — 173 с.
- Попов, Юрій Володимирович. Розмовник українсько-турецький. — Донецьк: ТОВ ВКФ «БАО», 2004. — 288 с.
- Українсько-турецький, турецько-український словник / уклад. О. Дерменджі; ред. М. Прихода. — Б.м. : [б.в.], Б.р… — 946 с.
- Українсько-турецький тематичний словник / уклад. О. П. Локота, В. М. Карпенко. — К. : Видавець Вадим Карпенко, 2008. — 2008 c.
- Українсько-турецький тематичний словник / Київ. нац. ун-т ім. Т. Шевченка, Ін-т філології, Каф. тюркології; уклад. Михайлова Є. В. — К. : [б. в.], 2010. — 90 с
- Топ 1000 слів. Турецька мова: навч. посіб. / [під ред. Ґ. Джесероґлу; пер. і адапт. Лавров Д. В.]. — К. : Методика, 2011. — 160 с. — (серія «Швидко та легко!»).
- Підвойний, Володимир Миколайович. Турецько-український словник лінгвістичної термінології: 1700 слів; Київський національний ун-т ім. Тараса Шевченка. — К. : Видавничо-поліграфічний центр: «Київський університет», 2000. — 51 с.